# Andriej Bałaszow
Andriej Wasiljewicz Bałaszow (ros. Андрей Васильевич Балашов, ur. 22 marca 1946 w Leningradzie, zm. 21 października 2009 w Moskwie) – rosyjski żeglarz, olimpijczyk, zdobywca srebrnego medalu w klasie Finn na Letnich Igrzyskach Olimpijskich 1976 w Montrealu. W tej samej klasie cztery lata później, na Letnich Igrzyskach Olimpijskich 1980 w Moskwie zajął 3. miejsce.